# Kevin O'Neal
Kevin O'Neal (Los Angeles, 26 marzo 1945 – Thousand Oaks, 28 gennaio 2023) è stato un attore statunitense, fratello di Ryan O'Neal.
Ha partecipato a film come Village of the Giants (1965), Io sono perversa (1969), ed è apparso accanto al fratello nei film Love Story (1970), Ma papà ti manda sola? (1972) e Il ladro che venne a pranzo (1973).

## Biografia
Figlio degli attori Charles O'Neal e Patricia O'Neal, fratello minore di Ryan O'Neal e zio di Tatum O'Neal e Griffin O'Neal, ha iniziato la carriera di attore in diversi film per la televisione passando poi a ruoli più importanti nel cinema.

## Filmografia

### Cinema
- Ho sposato 40 milioni di donne (Kisses for My President), regia di Curtis Bernhardt (1964) - non accreditato
- I lupi del Texas (Young Fury), regia di Christian Nyby (1965)
- Village of the Giants, regia di Bert I. Gordon (1965)
- You're the Judge, regia di George B. Seitz Jr. - cortometraggio (1965)
- Io sono perversa (The Big Bounce), regia di Alex March (1969)
- Guai con le ragazze (The Trouble with Girls), regia di Peter Tewksbury (1969)
- Love Story, regia di Arthur Hiller (1970)
- Ma papà ti manda sola? (What's Up, Doc?), regia di Peter Bogdanovich (1972)
- Professione: assassino (The Mechanic), regia di Michael Winner (1972)
- Il ladro che venne a pranzo (The Thief Who Came to Dinner), regia di Bud Yorkin (1973) - non accreditato
- Finalmente arrivò l'amore (At Long Last Love), regia di Peter Bogdanovich (1975)
- Sheer Audacity!, regia di B.J. Grogan, David Rickett e John Travers - cortometraggio (1998)

### Televisione
- The Deputy – serie TV, episodio 2x16 (1961)
- Make Room for Daddy – serie TV, episodio 8x27 (1961)
- The Donna Reed Show – serie TV, episodio 3x33 (1961)
- Ai confini della realtà (The Twilight Zone) – serie TV, episodio 3x37 (1962)
- Io e i miei tre figli (My Three Sons) – serie TV, episodio 4x04 (1963)
- Summer Playhouse – serie TV, 1 episodio (1964)
- Carovane verso il West (Wagon Train) – serie TV, episodio 8x20 (1965)
- No Time for Sergeants – serie TV, 25 episodi (1964-1965)
- Gidget – serie TV, episodio 1x09 (1965)
- Perry Mason – serie TV, episodio 9x21 (1966)
- Il fuggiasco (The Fugitive) – serie TV, episodi 3x19-4x02 (1966)
- Gunsmoke – serie TV, episodio 12x07 (1966)
- Per favore non mangiate le margherite (Please Don't Eat the Daisies) – serie TV, episodio 2x13 (1966)
- Kronos - Sfida al passato (The Time Tunnel) – serie TV, episodio 1x25 (1967)
- Bonanza – serie TV, episodio 8x30 (1967)
- Mod Squad, i ragazzi di Greer (The Mod Squad) – serie TV, episodio 1x20 (1969)
- The New People – serie TV, 1 episodio (1969)
- Daniel Boone – serie TV, episodio 6x04 (1969)
- Lancer – serie TV, episodio 2x06 (1969)
- Room 222 – serie TV, episodi 2x18-2x23 (1971)